# Mawu Sodza
Mawu Sodza je boginja dežja in nevihte, ter boginja zaščitnica pri Evejcih v Beninu, Gani in Togu.
Mawu Sodza je mati bogu Mawu Sogbli. Kot boginja zaščitnica ima vzdeveke: Nežni blisk, Mati živali in Mati mesa. Podobna je bogu neba Mawu.